# Rådhuset i Trondheim (gamle)
Det gamle rådhus i Trondheim, Norge blev bygget i 1706 er en bygning i Midtbyen i Trondheim og ligger i Kongens gate. Arkitekt og bygmester var J. C. Hempel, der byggede bygningen oven på dele af "Steenhuus Gaarden", hvorfor dele af murværket stammer fra denne bygning. Steenhuus Gaarden fungerede som byens rådhus fra 1669, men blev ødelagt i bybranden i 1681. I kælderetagen af bygningen findes endnu ældre murværk der stammer fra en stenkirke fra en franciskanerkloster, der lå på samme sted i middelalderen.
Murværket fra de tidligere rådhus var med til at bestemme forløbet af Kongens gate, ved Johan Caspar de Cicignons byplan til genopbyggelsen af Trondheim efter branden i 1681.
Ved bybranden i 1708 blev kun tårnet på bygningen skade, mens resten gik fri. Rådhuset blev moderniseret i 1870 efter tegninger af arkitekten Ole Falck Ebbell, hvor det fik en en middelalderinspireret facade og en stor baroktrappe blev fjernet.
I 1930 blev byens administration til en større bygning i Munkegata.
Delene fra middelalderen er automatisk fredet, mens resten af bygningen blev fredet i 1984. En del af Trondheim folkebibliotek benytter i dag det gamle rådhus, og ruinerne samt flere skeletter er udstillet i bunden af bygningen.